# Ларрайнсар (муниципалитет)
Ларра́йнсар (исп. Larráinzar) — муниципалитет в Мексике, штат Чьяпас, с административным центром в одноимённом посёлке. Численность населения, по данным переписи 2020 года, составила 31 259 человек.

## Общие сведения
Первоначальное название Istacostoc (с языка науатль — белая пещера) было изменено в 1934 году на Larráinzar — в честь Мануэля Ларрайнсара.
Площадь муниципалитета равна 148,8 км², что составляет 0,2 % от площади штата, а наиболее высоко расположенное поселение Патуиц, находится на высоте 2284 метра.
Он граничит с другими муниципалитетами Чьяпаса: на севере с Эль-Боске, на востоке с Сантьяго-эль-Пинаром и Альдамой, на юге с Чамулой, на юго-западе с Истапой, и на западе с Бочилем.

## Учреждение и состав
Муниципалитет был образован 23 февраля 1944 года, по данным 2020 года в его состав входит 78 населённых пунктов, самые крупные из которых:
| Код INEGI                  | Населённый пункт                                                                                | Численность населения (2005 год) | Численность населения (2010 год) | Численность населения (2020 год) |
| -------------------------- | ----------------------------------------------------------------------------------------------- | -------------------------------- | -------------------------------- | -------------------------------- |
| 049                        | Всего                                                                                           | 17320                            | 20349                            | 31259                            |
| 0001                       | Ларрайнсар (исп. Larráinzar) 16°53′04″ с. ш. 92°42′48″ з. д. (административный центр)           | 2560                             | 2364                             | 3954                             |
| 0081                       | Чучильтон-Анехо-Потобтик-2 (исп. Chuchiltón Anexo Potobtic Dos) 16°58′25″ с. ш. 92°50′57″ з. д. | 857                              | 947                              | 1375                             |
| 0024                       | Маховаль (исп. Majoval) 16°59′40″ с. ш. 92°49′29″ з. д.                                         | 446                              | 754                              | 1110                             |
| 0005                       | Баялемо-2 (исп. Bayalemo Dos) 16°55′56″ с. ш. 92°46′04″ з. д.                                   | 553                              | 630                              | 1097                             |
| 0012                       | Сан-Кристобалито (исп. San Cristobalito) 16°54′44″ с. ш. 92°49′12″ з. д.                        | 508                              | 640                              | 927                              |
| 0017                       | Стенлехсоцтетик (исп. Stenlejsotztetic) 16°55′45″ с. ш. 92°49′34″ з. д.                         | 454                              | 562                              | 902                              |
| 0016                       | Чучильтон (исп. Chuchiltón) 16°57′29″ с. ш. 92°49′52″ з. д.                                     | 318                              | 594                              | 881                              |
| 0048                       | Талонуиц (исп. Talonhuitz) 16°54′24″ с. ш. 92°43′26″ з. д.                                      | 657                              | 539                              | 838                              |
| 0026                       | Муктауиц (исп. Muctahuitz) 16°52′09″ с. ш. 92°45′20″ з. д.                                      | 643                              | 503                              | 808                              |
| 0021                       | Хольначох (исп. Jolnachoj) 16°54′55″ с. ш. 92°46′37″ з. д.                                      | 513                              | 633                              | 786                              |
| —                          | Прочие                                                                                          | 9811                             | 12183                            | 18581                            |
| Названия на карте Генштаба |                                                                                                 |                                  |                                  |                                  |

## Экономическая деятельность
По статистическим данным 2000 года, работоспособное население занято по секторам экономики в следующих пропорциях:
- сельское хозяйство и скотоводство — 78,9 % ;
- промышленность и строительство — 11,1 %;
- торговля, сферы услуг и туризма — 7,6 %;
- безработные — 2,4 %.

### Сельское хозяйство
Выращиваемые культуры: кукуруза, фасоль, кофе, фрукты и овощи.

### Животноводство
Разводится крупный рогатый скот, свиньи и домашняя птица.

### Производство
Существует предприятие по выпуску текстильных изделий местного стиля.

## Инфраструктура
По статистическим данным 2020 года, инфраструктура развита следующим образом:

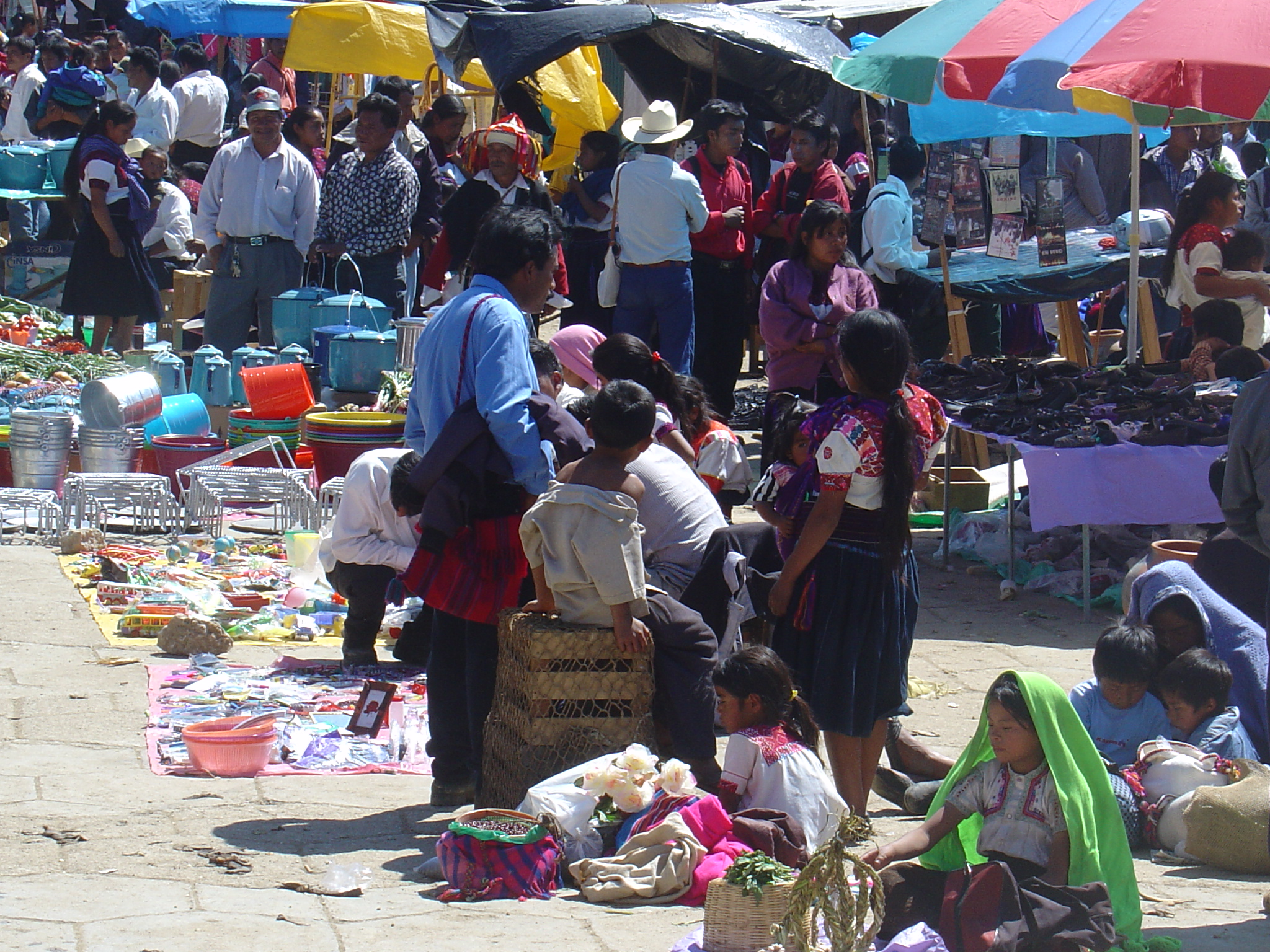
Торговые ряды в Ларрайнсаре

- электрификация: 98,9 %;
- водоснабжение: 8,7 %;
- водоотведение: 82,5 %.

## Туризм
Основные достопримечательности:
- Архитектурные: церковь Святого Апостола Андреса.
- Природные: пейзажи местных ландшафтов.